# 샤를 로트
샤를 로트(Charles Lauth, 1836년 9월 28일 ~ 1913년 12월 2일)는 프랑스의 화학자이다. 싸이오닌 염료를 처음 합성했다.

## 생애
스트라스부르 대학교에서 샤를 제르하르의 제자로 수학하였으며, 1856년 국립공예원에서 조교로 임명되었다. 1861년 그는 메틸아닐린의 산화를 통해 새로운 염료인 '로트 바이올렛, 혹은 티오닌을 합성하였고, 생드니에 염료 제조업체인 염료물질회사를 설립하였다. 또한 벤질의 산화를 통해 녹색 염료를 얻는 데에도 성공하였다.
샤를 로트는 에두아르 그리모와 함께 방향족 알데하이드를 제조하는 방법을 개발하였으며, 이 방법은 향수 및 염료 산업에서 매우 중요한 기반을 제공하였다. 1884년에는 조르주 보그와 공동으로 듀르 누벨이라는 새로운 세라믹을 개발하였다. 이는 카올린과 페그마타이트로 구성된 재질로, 19세기 후반 이후 지속적으로 사용되고 있다. 그는 1879년부터 1887년까지 세브르 국립 도자기 공장의 공장장으로 재직하였다.
1870년 프랑스-프로이센 전쟁 이후 알자스 지방이 독일에 병합되자, 샤를 로트는 프랑스의 화학 교육이 취약함을 지적하며, 화학 교육의 강화 필요성을 주장하였다. 그는 파리에서 재정적 지원을 받아 1882년 파리 시립 물리화학공업학교의 창설을 이끌었다. 전 파리 시의회 의원이었던 그는 마르셀랭 베르톨로(Marcellin Berthelot), 샤를 아돌프 뷔르츠(Charles Adolphe Wurtz) 등의 화학자를 비롯해 물리학자, 산업계 인사들과 함께 위원회를 구성하여 학교 설립을 추진하였다. 이후 1897년에는 폴 쉬첸베르제(Paul Schützenberger)의 뒤를 이어 해당 학교의 교장으로 임명되었으며, 1904년까지 그 직책을 수행하였다.
샤를 로트는 1883년 프랑스 화학회 회장을 역임하였으며, 1908년에는 레지옹 도뇌르 훈장을 수훈하였다.
그는 1913년 12월 9일 몽파르나스 묘지에 안장되었다.

## 상훈
- 레지옹 도뇌르 훈장 (1908년)